# Carthaeomorpha olivacea
Carthaeomorpha olivacea är en insektsart som först beskrevs av Matsumura 1900.  Carthaeomorpha olivacea ingår i släktet Carthaeomorpha och familjen Flatidae. Inga underarter finns listade i Catalogue of Life.